# Architektura starożytnego Rzymu

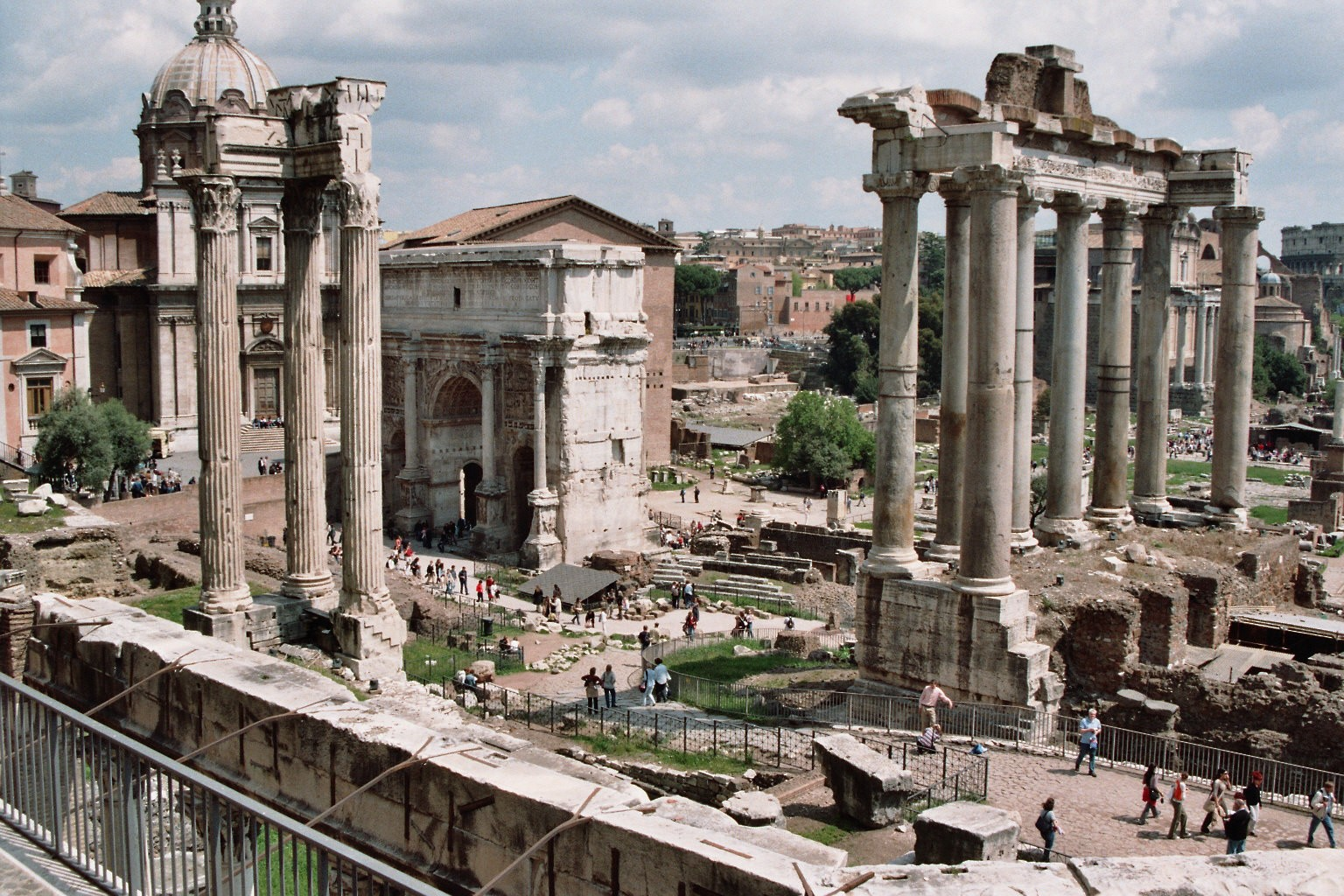
Forum Romanum

Architektura starożytnego Rzymu – charakterystyczne budownictwo związane z kulturą starożytnego Rzymu i rzymską cywilizacją. Dzięki podbojom zasięg tego stylu architektonicznego objął niemal całą Europę Zachodnią, Bałkany, Grecję, Azję Mniejszą, Syrię, Palestynę i Afrykę Północną. Stopniowy rozwój tej architektury nastąpił pomiędzy VI w. p.n.e. a V w. n.e. i został podzielony na kilka ogólnych etapów historycznych:
- okres panowania królów (od VI w. p.n.e. do V w. p.n.e.)
- okres republiki (od V w. p.n.e. do 30 p.n.e.)
- okres cesarstwa (od 30 r. p.n.e. do połowy III w.)
- okres późnego antyku (od połowy III w. do końca V w.)

## Cechy architektury rzymskiej
Architektura rzymska ukształtowała się w znacznej mierze pod wpływem architektury hellenistycznej oraz etruskiej. Pierwsze rzymskie świątynie powstały za panowania etruskich królów. Rzymianie nauczyli się wówczas odlewać brąz, wypalać terakotę, poznali konstrukcje łukowe i sklepienia. Wpływom greckim zawdzięczali porządek koryncki, jednocześnie samodzielnie wykształcając porządek toskański (najprostszy) oraz porządek kompozytowy – bardzo ozdobny (połączenie jońskich ślimacznic z korynckimi liśćmi akantu). Niezwykle ważnym wkładem Rzymian w architekturę był beton produkowany z kruszywa (piasek i kamienie), cementu i wody. Istotą rzymskiego odkrycia był materiał wiążący - mieszanina wapna i wulkanicznego popiołu, tzw. pucolany, pochodzącego ze wzgórz otaczających Zatokę Neapolitańską. W ten sposób powstawał niezwykle trwały, szybko zastygający, wodoodporny budulec, który m.in. idealnie nadawał się do tworzenia nawet potężnych konstrukcji łukowych (mosty, kopuły itp.). Do istotnego postępu w rzymskiej sztuce budowlanej przyczyniła się też opanowana w II w. p.n.e. umiejętność wypalania cegieł.
W tym czasie (przed okresem cesarstwa) nowo zakładane miasta charakteryzowały się układem ulic w kształcie siatki przecinających się pod kątem prostych ciągów komunikacyjnych, brukowanymi nawierzchniami oraz kanalizacją. Domy budowano zasadniczo z wykorzystaniem wzorów greckich (były podobnie jak one wyposażone w atrium i perystyl). Budowano też wille, a w miastach powstawały kamienice czynszowe (tzw. insule), mieszczące sklepy i warsztaty na parterze, a pomieszczenia mieszkalne na wyższych kondygnacjach. Z tego okresu zachowały się drogi rzymskie i akwedukty (np. via Appia i Aqua Appia), systemy kanalizacyjne (Cloaca Maxima), mosty (Most Fabrycjusza w Rzymie) oraz budowle użyteczności publicznej: kuria, bazylika, termy, cyrki (np. rzymski Circus Maximus). Do przykładów ówczesnego budownictwa sakralnego należy niezachowana do czasów dzisiejszych świątynia Jowisza Najlepszego Największego, zbudowana w porządku toskańskim.

### Technologie budowlane
Rzymska architektura wyróżniała się zaawansowanymi technikami budowlanymi, które umożliwiły tworzenie trwałych i imponujących konstrukcji. Stosowano opus caementicium (betonu) w konstrukcjach łuków, sklepień kolebkowych i kopuł. Warto wspomnieć o technice opus latericium (cegła) oraz opus reticulatum (siatkowate układy kamieni). Używano także opus incertum, wykorzystując nieregularny układ nieociosanych kamieni osadzanych w rdzeniu betonowym.

## Rozwój architektury i urbanistyki
Okres cesarstwa to rozwój urbanistyki i architektury. Miasta otaczano murami obronnymi z bramami oraz wieżami, rozbudowywano akwedukty i system kanalizacyjny. W tym okresie przebudowano Rzym (Pole Marsowe, Forum Romanum). Wzdłuż dróg powstawały nekropolie. Wybudowano mauzolea, np. Mauzoleum Hadriana, katakumby. Stawiano również okazałe pałace (Złoty Dom Nerona, pałac Flawiuszów). Powszechniejsze stało się stosowanie kopuł – Panteon w Rzymie. Budowle powszechnego użytku przybierały monumentalne rozmiary, np. amfiteatr Koloseum lub teatry, termy Karakalli. Powstawały też łuki triumfalne. Na podbitych terenach zakładano stałe obozy wojskowe (castrum romanum), które dały początek licznym miastom, funkcjonującym do dzisiaj, takich jak np. Londyn lub Kolonia.
Architektura rzymska wywarła duży wpływ na rozwijającą się architekturę wczesnego chrześcijaństwa i architekturę cesarstwa wschodniorzymskiego.

### Urbanistyka miast rzymskich
Urbanistyka rzymska stanowiła jeden z kluczowych elementów rozwoju cywilizacyjnego Imperium Rzymskiego. Nowo zakładane miasta opierały się na regularnym układzie siatki ulic, inspirowanym wcześniejszymi wzorcami etruskimi i greckimi. Plan miasta był zwykle prostokątny, a jego centralnymi osiami były:
- Cardo – główna ulica biegnąca z północy na południe,
- Decumanus – przecinająca ją pod kątem prostym oś wschód-zachód.

W miejscu przecięcia obu osi lokalizowano forum – centralny plac pełniący funkcję polityczną, religijną i handlową. 
Regularny układ siatki ulic oraz starannie zaplanowana infrastruktura zapewniały funkcjonalność i spójność przestrzenną miast, tworząc wzorce urbanistyczne stosowane przez wieki w Europie i regionie śródziemnomorskim.
Rzymskie miasta miały wyraźnie wyodrębnione strefy funkcjonalne:
- Centrum administracyjne i sakralne z forum, bazyliką i świątyniami,
- Strefa mieszkalna, obejmująca insule (kamienice czynszowe) i luksusowe wille,
- Przestrzeń przemysłowa i handlowa, w której znajdowały się warsztaty, targowiska oraz horrea (magazyny),
- Przestrzeń rekreacyjna z terenami zielonymi oraz termami.

## Typy budowli

### Amfiteatr

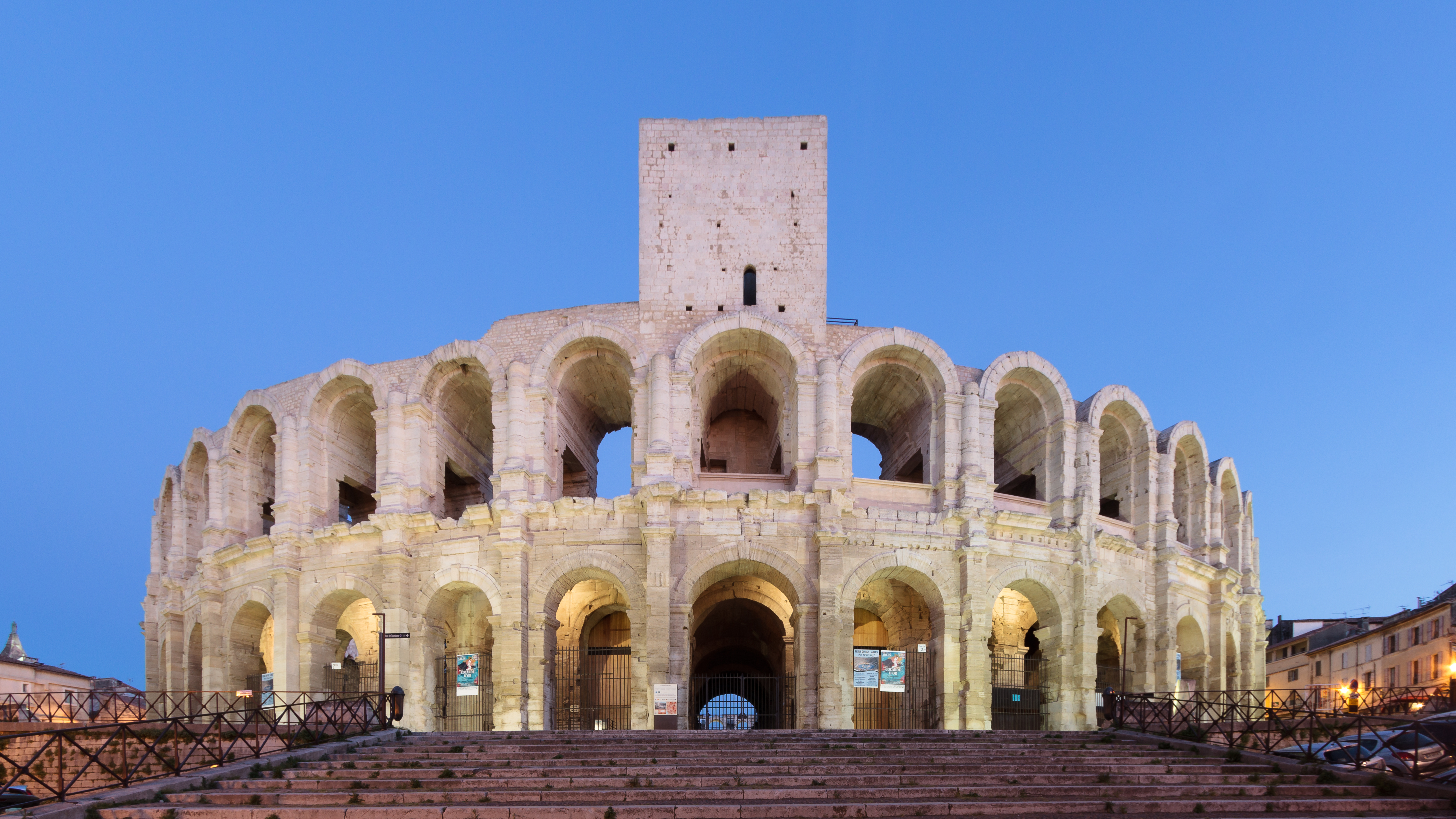
Amfiteatr w Arles

Amfiteatr był, razem z łukiem tryumfalnym i bazyliką, jednym z najbardziej popularnych budynków projektowanych przez Rzymian. Niektóre z najbardziej imponujących budowli świeckich to właśnie amfiteatry. Znamy obecnie ponad 200 amfiteatrów, a wiele z nich jest dobrze zachowanych, tak jak ten w Arles, a także jego protoplasta, Koloseum w Rzymie. Wykorzystywano je do walk gladiatorów, pokazów publicznych, publicznych spotkań i walk ze zwierzętami, których tradycja przetrwała w Hiszpanii w postaci walk byków. Ich typowy kształt, funkcje i nazwa odróżniają je od greckich teatrów, które mają półokrągłe kształty. Rzymskie amfiteatry posiadają kształt eliptyczny, ponieważ zaprojektowane były głównie do wyścigów konnych lub wyścigów rydwanów. Najwcześniejsze rzymskie amfiteatry pochodzą z połowy I wieku p.n.e. ale większość z nich została zbudowana w czasie panowania cesarzy, począwszy od okresu Augusta (27 r. p.n.e. - 14). Amfiteatry były budowane w całym Imperium Rzymskim; największy mógł pomieścić 40 000 – 60 000 widzów, a najbardziej wyszukane wielopiętrowe arkadowe fasady były bogato zdobione marmurem, stiukiem i rzeźbami. Po zakończeniu walk gladiatorów w V wieku i walk zwierząt w szóstym, większość amfiteatrów popadła w ruinę, a materiały z których je zbudowano zostały wydobyte lub poddane recyklingowi. Niektóre zostały zrównane z ziemią, a inne przekształcone w fortyfikacje. Kilka kontynuowało swoje istnienie jako wygodne miejsca spotkań otwartych; w niektórych z nich znajdowały się kościoły.

### Bazylika

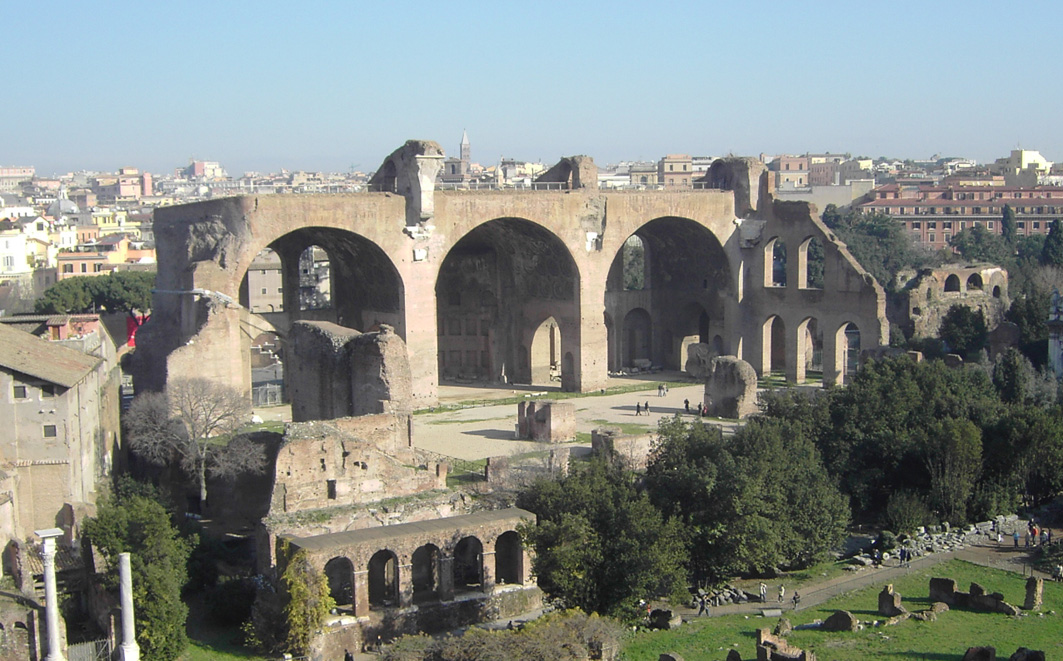
Bazylika Maksencjusza

Rzymska bazylika była dużym budynkiem użyteczności publicznej, w którym można było prowadzić sprawy handlowe lub prawne, pełniący wiele funkcji dzisiejszego ratusza. Zwykle przebywali tam sędziowie i używali jej do innych oficjalnych ceremonii. Pierwsze bazyliki w ogóle nie miały funkcji religijnej. Już w czasach Augusta  publiczna bazylika w której zajmowano się transakcjami była budowana w każdej osadzie uważającej się za miasto. Użytkowano ją w taki sam sposób, jak późnośredniowieczne domy z targowiskami w północnej Europie. Chociaż ich forma była zmienna, bazyliki często zawierały wewnętrzne kolumnady, które dzieliły przestrzeń, dając nawy lub arkadowe przestrzenie po jednej lub obu stronach, z absydą na jednym końcu (lub rzadziej na każdym końcu), gdzie siedzieli sędziowie, często na podwyższeniu o nieznacznej wysokości. Centralna nawa była szeroka i znajdowała się wyżej niż przejścia boczne, dzięki czemu światło mogło przenikać przez okna clerestorium. Najstarsza znana bazylika, Bazylika Porcia, została zbudowana w  Rzymie w 184 r. p.n.e. przez Katona Starszego  w czasach, kiedy był cenzorem. Innym wczesnym przykładem jest bazylika w Pompejach (koniec II w p.n.e). Po tym, jak chrześcijaństwo stało się oficjalną religią cesarstwa, kształt bazyliki uznano za odpowiedni dla pierwszych dużych kościołów publicznych, unikając podobieństwa do grecko-rzymskiej formy świątyni.

### Cyrk

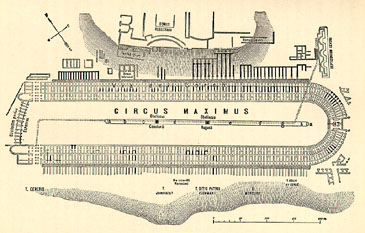
Plan Circus Maximus. Ten projekt był typowy dla cyrków rzymskich

Cyrk rzymski był dużym obszarem na otwartym powietrzu, służącym do organizowania publicznych wydarzeń w starożytnym Cesarstwie Rzymskim. Cyrki były podobne do starożytnych greckich hipodromów, choć cyrki służyły różnym celom i różniły się konstrukcją. Wraz z teatrami i amfiteatrami cyrki były jednym z głównych miejsc rozrywki w tamtych czasach. Odbywały się tam wyścigi rydwanów, wyścigi konne i przedstawienia upamiętniające ważne wydarzenia w historii imperium. W przypadku wydarzeń związanych z rekonstrukcją bitew morskich, cyrk był zalewany wodą.
Przestrzeń widowiska rzymskiego cyrku była, mimo swojej nazwy, podłużnym prostokątem z dwóch liniowych odcinków toru wyścigowego, oddzielona środkową listwą biegnącą wzdłuż długości około dwóch trzecich toru, połączoną z jednej strony półkolistym odcinkiem i na drugim końcu z niepodzielną sekcją toru zamkniętą (w większości przypadków) bramą początkową znaną jako carceres, tworząc tym samym tor dla wyścigów.

## Najważniejsze budowle

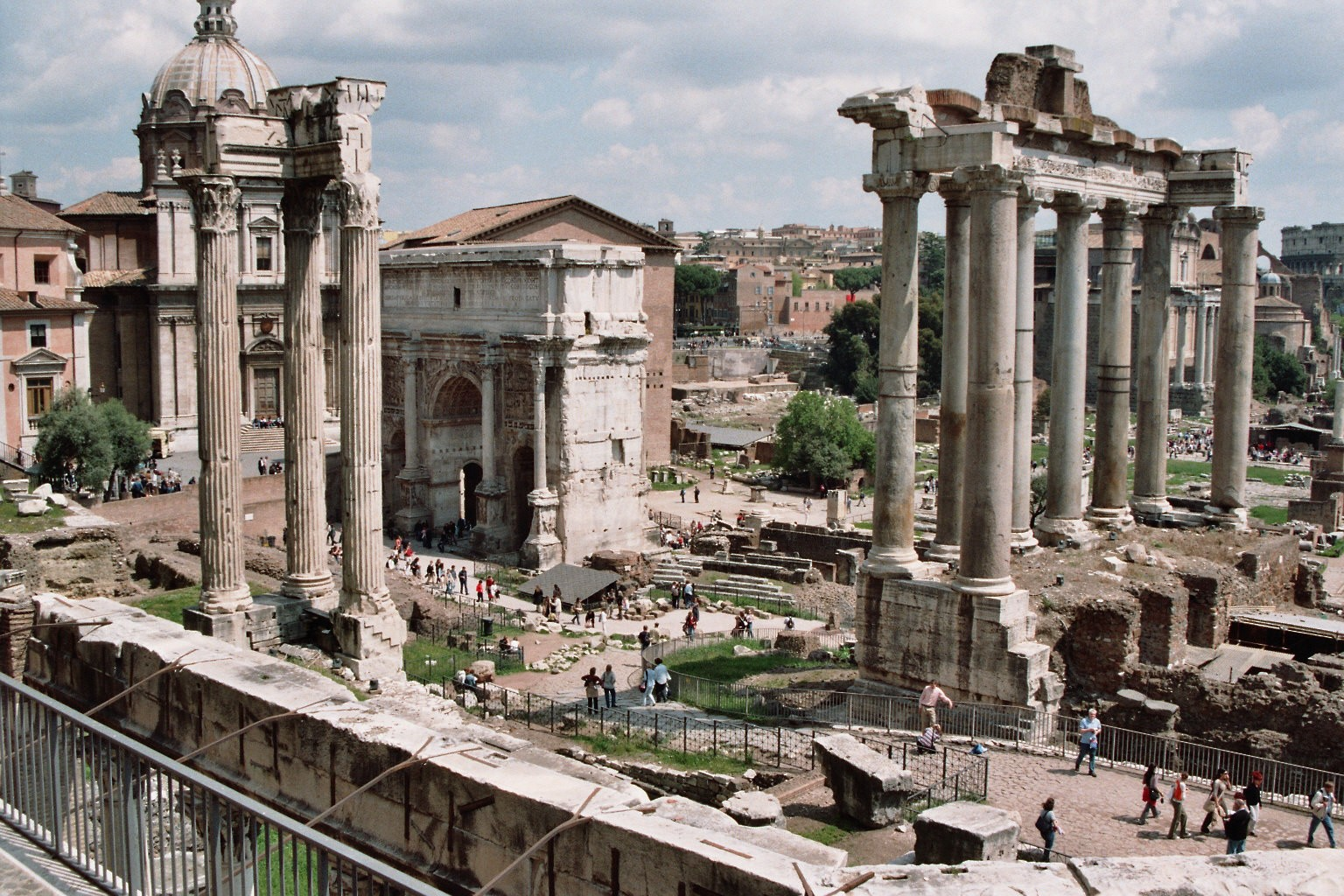
Forum Romanum
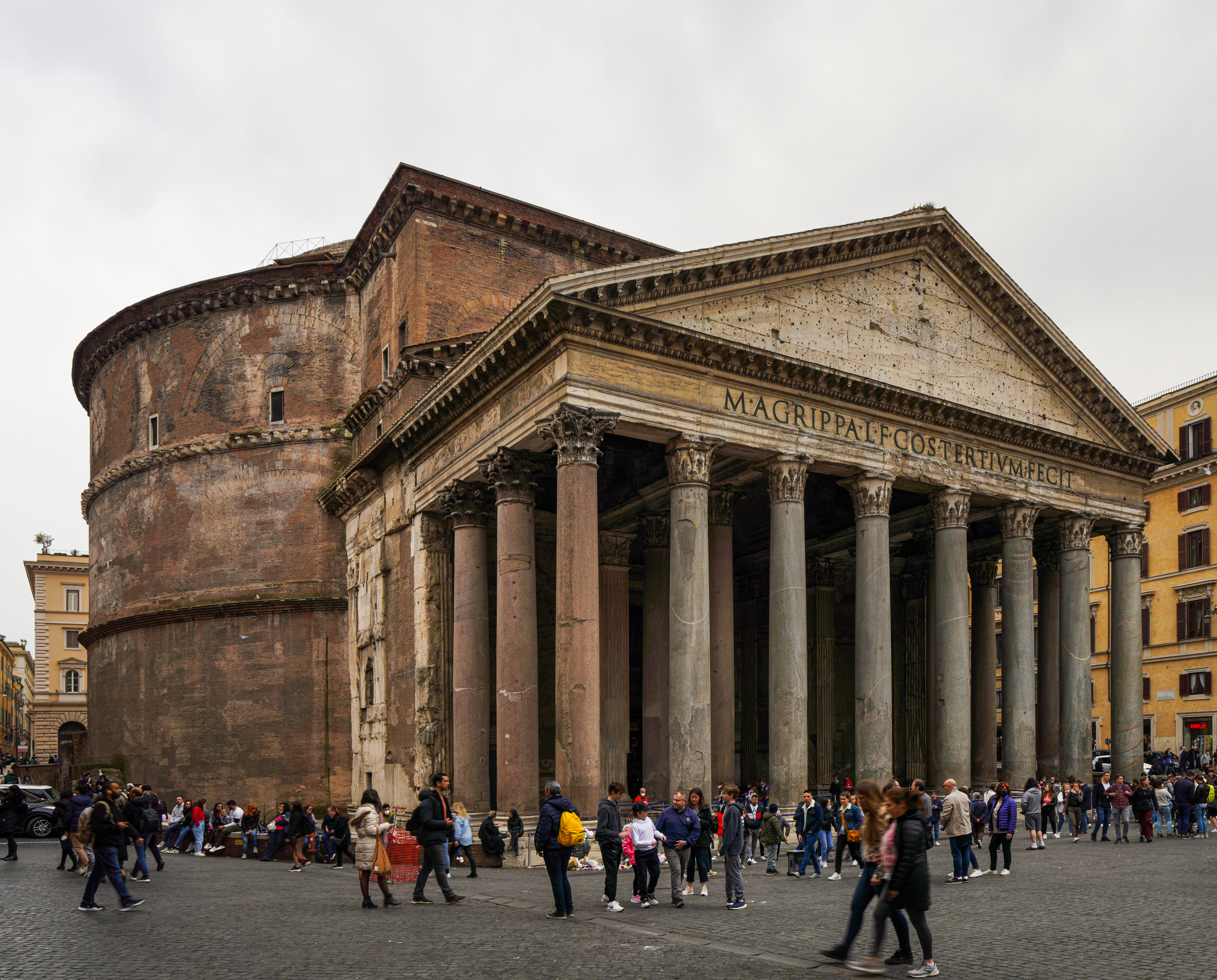
Panteon
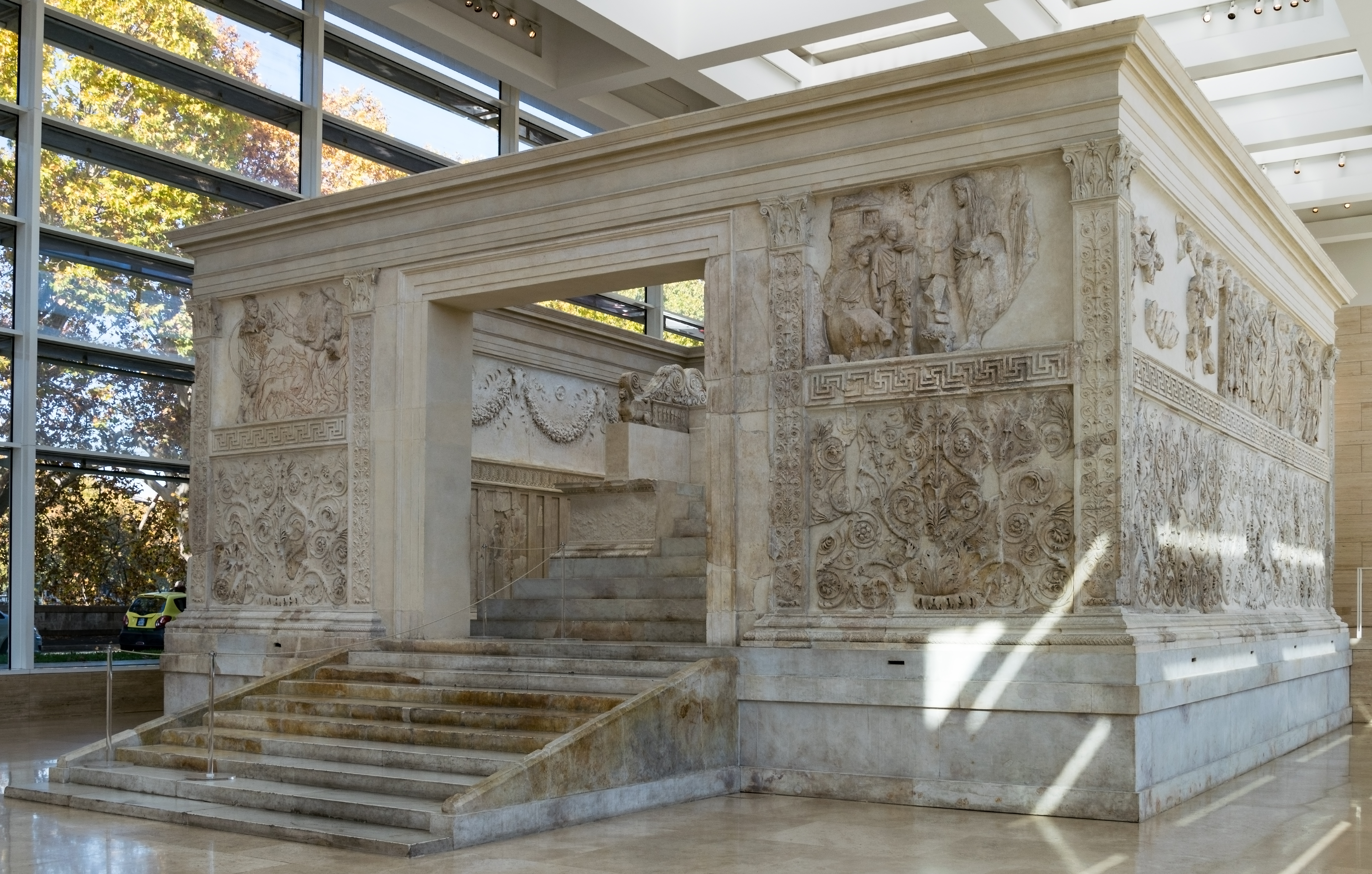
Ara Pacis (Ołtarz Pokoju)
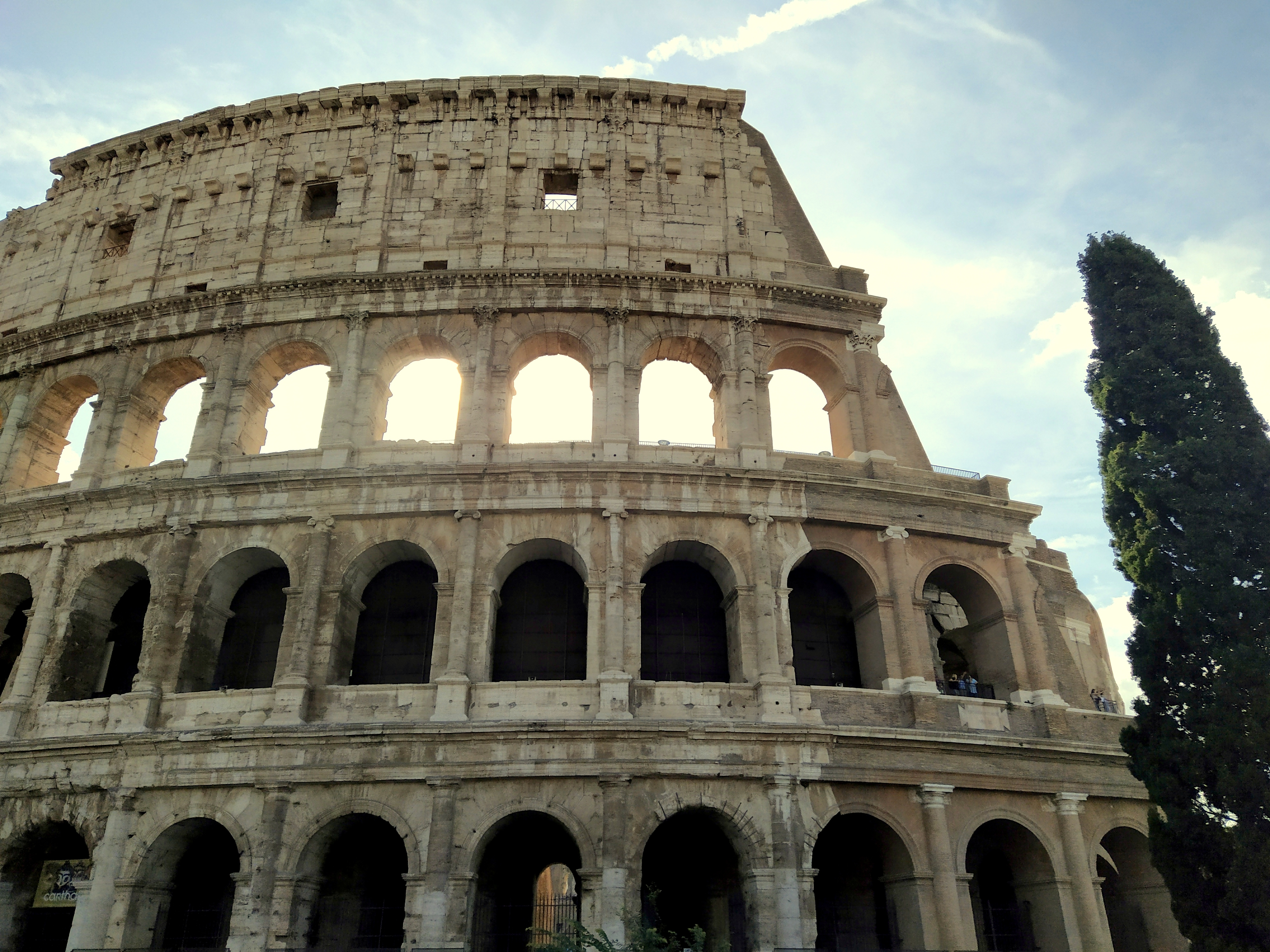
Koloseum
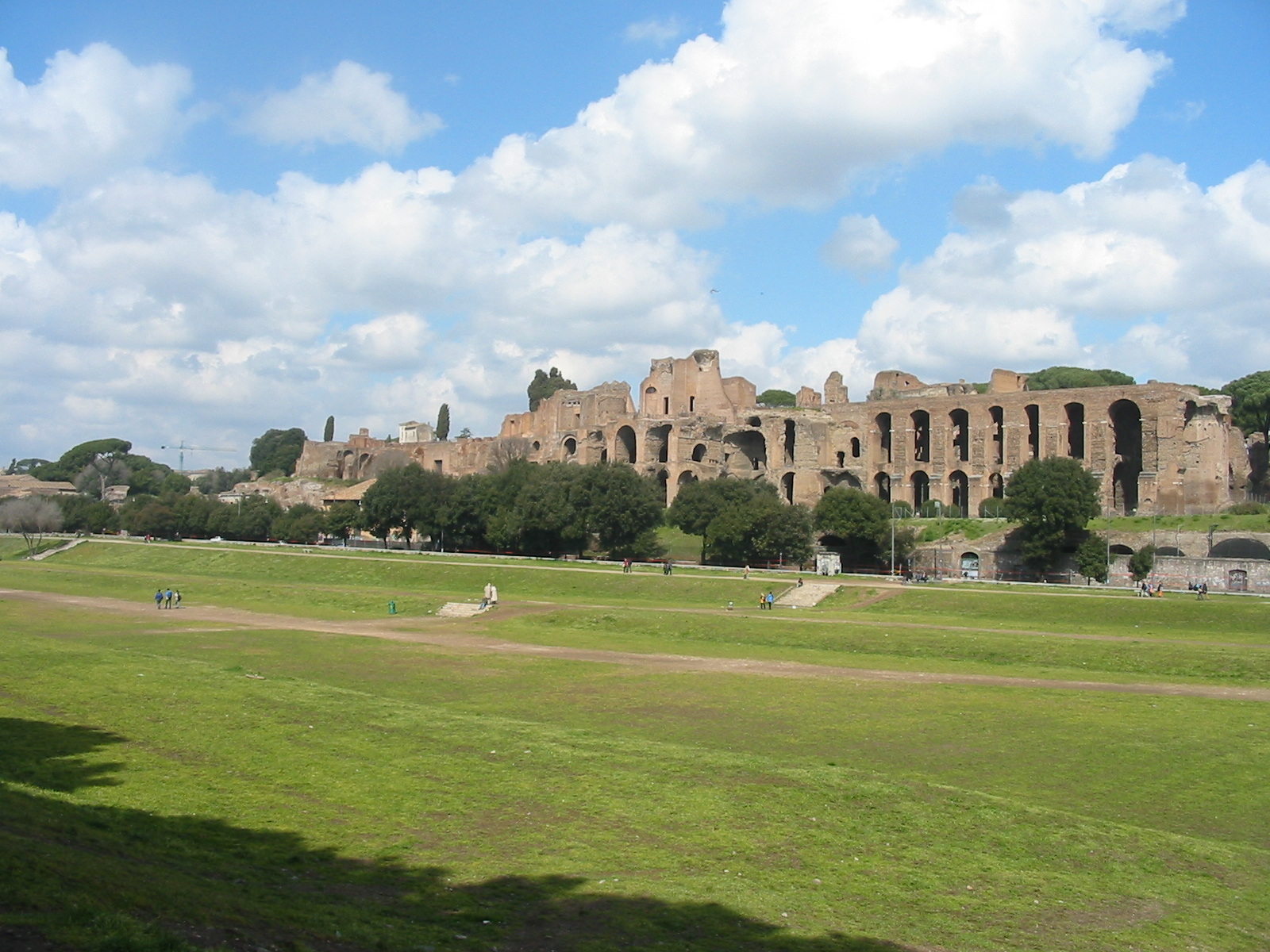
Circus Maximus
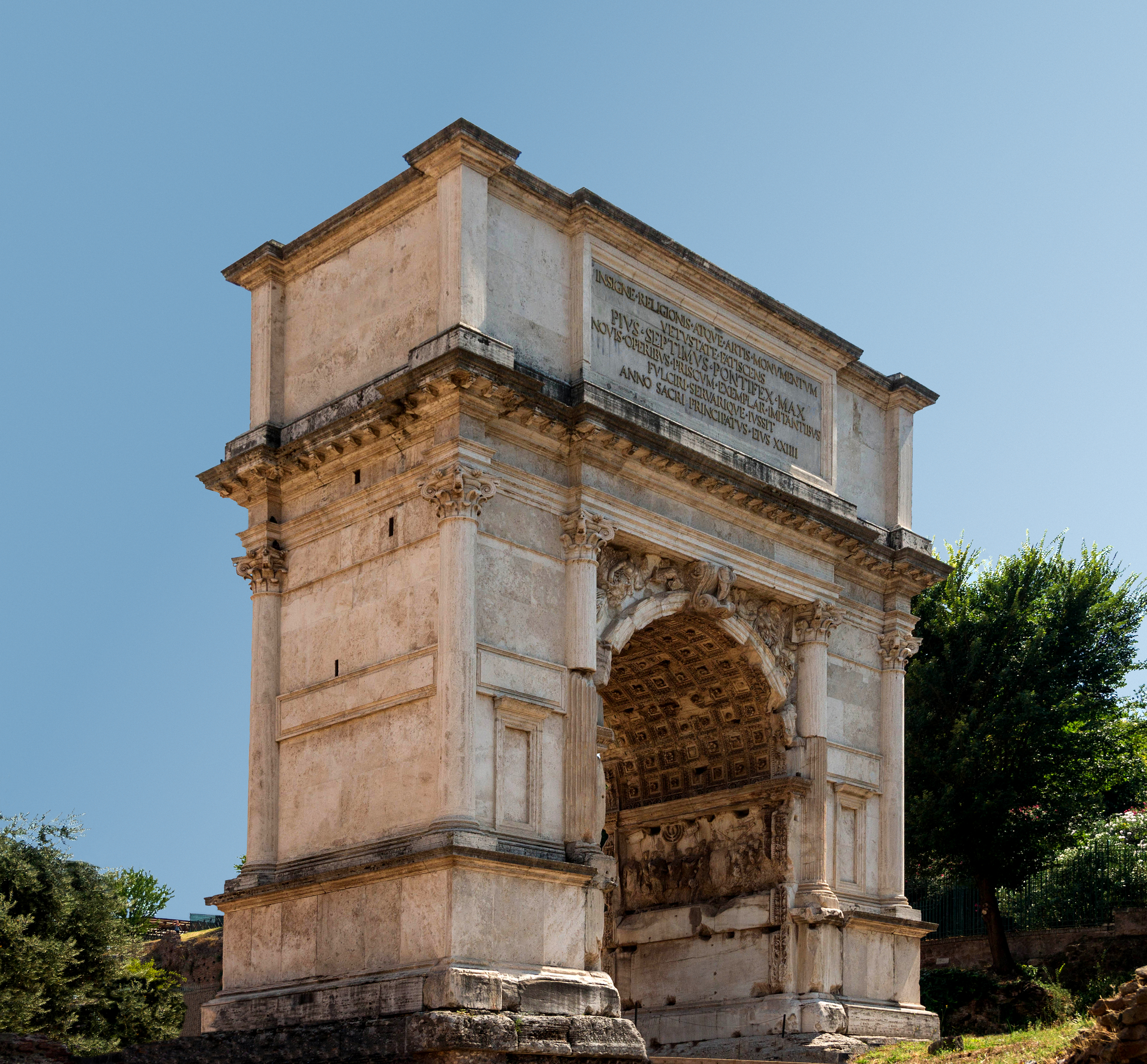
Łuk Tytusa
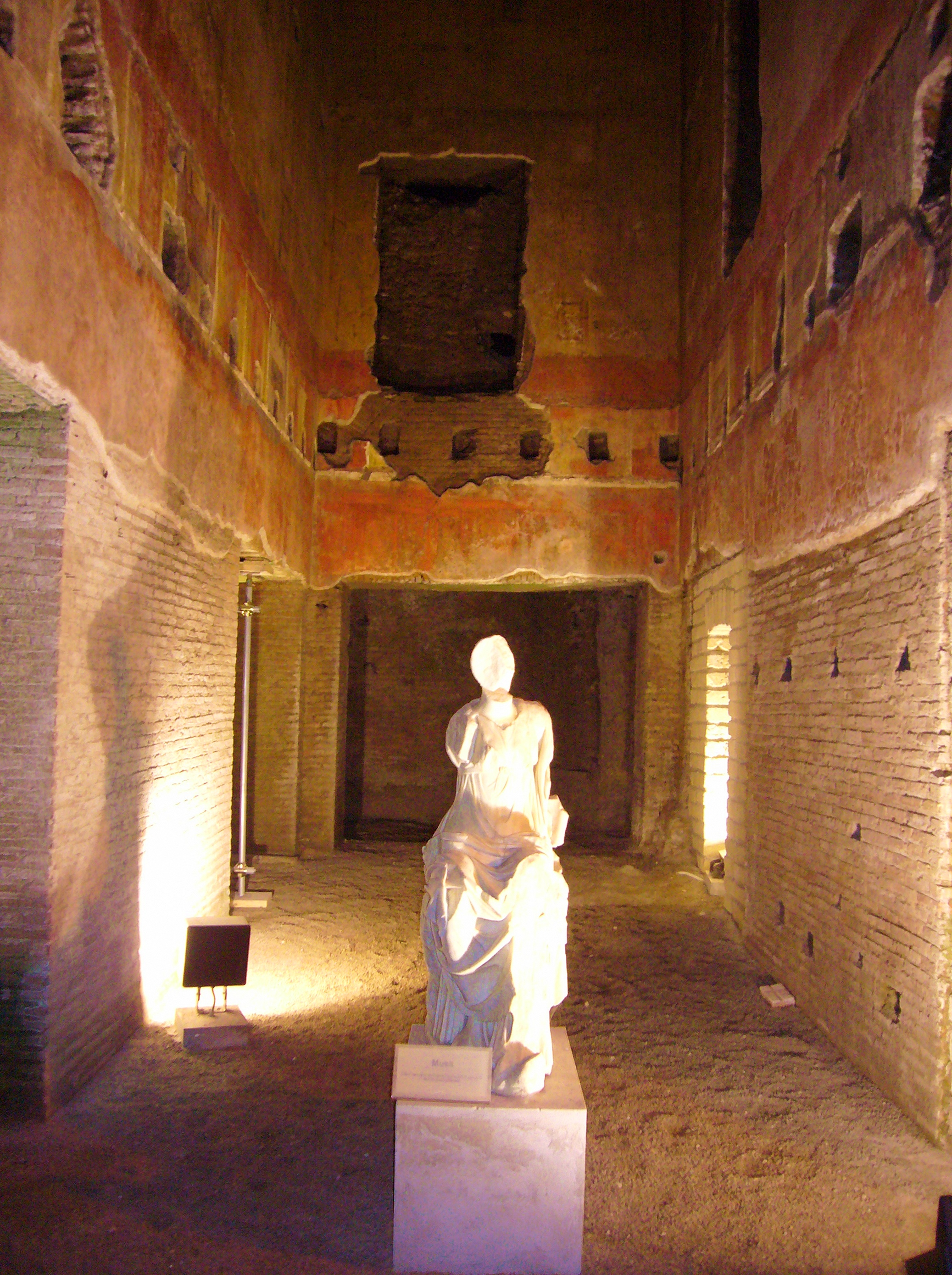
Domus Aurea (Złoty Dom)
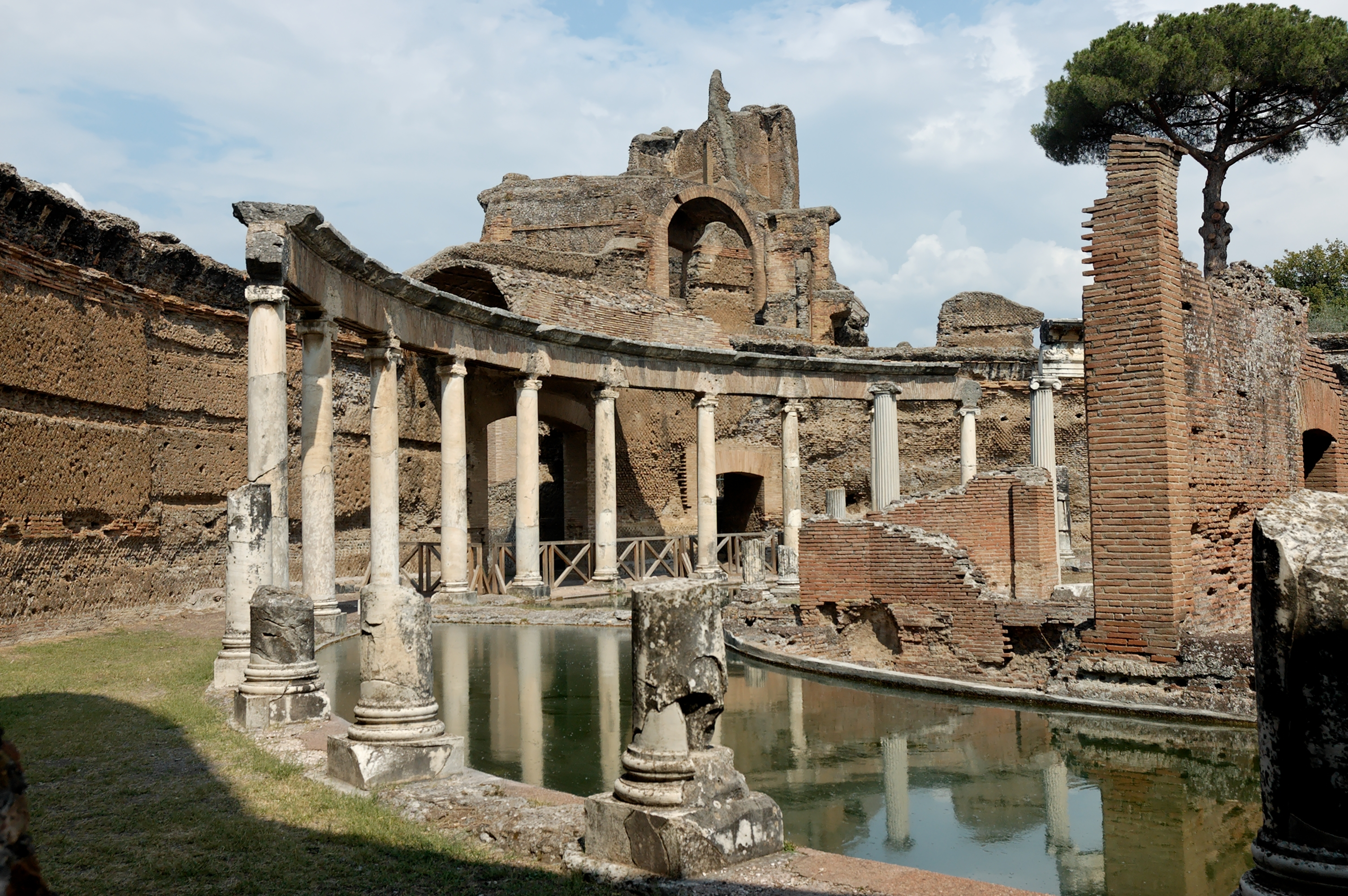
Willa Hadriana
Akewedukt Pont-du-Gard

Pałace cesarskie
- Pałac Domicjana na Palatynie
- Pałac Dioklecjana w Splicie

Fora cesarskie
- Forum Trajana
- Forum Cezara
- Forum Augusta
- Forum Wespazjana
- Forum Nerwy

Monumentalne grobowce
- mauzoleum Augusta
- kolumbarium rodziny cesarzowej Liwii

Cesarskie kolumny
- Trajana
- Antonina Piusa
- Marka Aureliusza
- Marcjana
- Fokasa